# Contea di Nanzhao
La contea di Nanzhao (南召县S, Nánzhào XiànP) è una contea della Cina, situata nella provincia di Henan e amministrata dalla prefettura di Nanyang.